# Jang Chao (mingský státník)
Jang Chao (čínsky pchin-jinem Yáng Hào, znaky tradiční 劉綎; † 1629) byl politik a vojevůdce působící v čínské říši Ming za vlády císaře Wan-liho.

## Jméno
Jang Chao používal zdvořilostní jméno Ťing-fu (čínsky pchin-jinem Jīngfǔ, znaky 京甫) a literární pseudonym Feng-jün (čínsky pchin-jinem Fēngyún, znaky tradiční 風筠).

## Život
Jang Chao pocházel z okresu Šang-čchiou v provincii Che-nan. Studoval konfucianismus, přihlásil se k úřednickým zkouškám a úspěšně je absolvoval – roku 1580 složil i jejich nejvyšší stupeň, palácové zkoušky a získal titul ťin-š’.
Poté nastoupil úřednickou kariéru, sloužil v Nan-čchangu, vykonával funkci okresního přednosty, později pracoval v kontrolním úřadu. Sloužil v provincii Šan-tung, nějakou dobu stál v čele okruhu Liao-chaj (poloostrov Liao-tung). Během japonské invaze do Koreje v letech 1592–1593 řídil pobřežní obranu severní Číny. Při druhé japonské invazi do Koreje roku 1597 (v rámci války Japonska s Koreou a Čínou v letech 1592–1598) byl pověřen celkovým vedením mingské armády v Koreji. Jeho vojska zastavila japonskou invazi a společně s Korejci zatlačila Japonce na jihozápadní pobřeží Koreje, nicméně pokusy dobýt pobřežní města Japonci v krvavých bojích odrazili. A i když se vyčerpaná japonská armáda roku 1598 z Koreje stáhla, byl Jang Chao obviněn z neschopnosti a nekompetentního vedení války a nadále nedostával významnější úřady. Až roku 1610 ho císař Wan-li jmenoval velkým koordinátorem sün-fu pro Liao-tung, krátce nato však Jang Chao rezignoval.
Do státní služby se vrátil roku 1618, kdy ho (po dobytí Fu-šunu Džürčeny) Wan-li jmenoval náměstkem ministra vojenství a vojenským komisařem (ťing-lüe) a poslal do Liao-tungu řídit mingskou obranu regionu a přípravu protiútoku. Začátkem dubna 1519 pod jeho velením vyrazily do útoku čtyři mingské armády, které měly zřejmě téměř 100 tisíc vojáků. Tři z armád byly během několika dnů jedna po druhé zničeny Džürčeny v bitvě u Sarhu, pouze čtvrtou se podařilo Jang Chaovi odvolat. Katastrofální porážku Jang Chao zaplatil uvězněním a roku 1629 popravou.